# Ljubica Ostojić
Ljubica Ostojić (Beograd, 20. mart 1945 — Sarajevo, 29. maj 2021) bila je pesnikinja, književnica i dramaturg. Živela je u Sarajevu.

## Biografija
Rođena je 1945. godine u Beogradu. Ubrzo po rođenju, porodica joj se seli u Sarajevo. Osnovnu i srednju školu, završila je u Sarajevu. Diplomirala je na Likovnom odseku Pedagoške akademije i na Odseku za komparativnu književnost-teatrologiju Filozofskog fakulteta u Sarajevu.. Tokom svoje karijere, radila je kao dramaturg Dramske scene Pozorišta mladih i kao profesionalni pisac sa statusom slobodnog umetnika, kao dugogodišnji pozorišni kritičar u revijama Odjek i Književna revija i listovima Oslobođenje i Večernje novine. Bila je urednik dokumentarne, eksperimentalne i poetske drame na Radio-Sarajevu, dramaturg-saradnik u Mostarskom Teatru Mladih /MTM/. Od 1994. do 2016. godine radila je kao predavač Praktične dramaturgije na Akademiji scenskih umetnosti /ASU/ Sarajevu, u zvanju redovni profesor.
Piše radio-drame, TV-drame i scenarije, kritiku i esejistiku iz oblasti pozorišne umetnosti, književnosti i likovnih umetnosti. Dramaturg je i adaptator brojnih predstava u savremenom pozorištu. Napisala je i objavila 15 knjiga poezije i proze, 7 dramskih tekstova, 12 knjiga poezije i proze za decu.
Njena poezija, kritika i radio drame prevođene su na engleski, albanski, nemački, mađarski, makedonski, turski, slovenački, poljski, češki, slovački, grčki, francuski jezik.
Od 1974. godine, član je Društva pisaca BiH, a od 2007. godine, član je i PEN centra. Dobitnik je više književnih i teatroloških nagrada i priznanja. Posebno je značajna Međunarodna nagrada za doprinos razvoju dramskog odgoja „Grozdanin kikot”(2000).

## Objavljena dela

### Knjige za decu i mlade
- „TU STANUJE DANIJELOVA PRIČA”, (Svjetlost: Sarajevo, 1974)
- „ZAŠTO DUBIŠ NA GLAVI, DANIJELE”, (Lastavica, Veselin Masleša: Sarajevo, 1983)
- „ DJEČAK SA KLJUČEM OKO VRATA”, (Lastavica, Veselin Masleša: Sarajevo, 1986)
- „TU STANUJE DANIJELOVA PRIČA”, Dječija književnost naroda i narodnosti BiH u 20 knjiga, Knjiga 17—2. Izd. (Sarajevo : Veselin Masleša, Svjetlost, Sarajevo, 1990)
- „SVJETLUCANJA”, (Sarajevo-Publishing: Sarajevo,2003)
- „SPASITI YOA ŽURNO”, (Hercegtisak: Široki Brijeg-Split,2005)
- „KNJIGA O ARIEL”, (Kaligraf: Sarajevo, 2005)
- „ČITANČICA ZA DJEVOJČICE I PTICE”, (Međunarodni centar za mir, Planjax: Sarajevo, Tešanj, 2008)
- „PRINCEZA ARIEL I YO”, (Bosanska Riječ: Tuzla, 2010)
- „O PJESMAMA PJESME”, (Nacionalna i univerzitetska biblioteka: Sarajevo, 2011)
- „NAJDALJA ZVIJEZDA DO KOJE SE VOLI(s Ariel Dzino)”, ( Bosanska Riječ: Tuzla, 2015)

### Poezija i proza za odrasle
- „VRIJEME ZA UKRAS”, (Svjetlost: Sarajevo, 1969)
- „ISPOD RVLJA I KAMENJA”, (Svjetlost: Sarajevo, 1973)
- „DOŠLO JE DO RIJEČI”, (Svjetlost: Sarajevo, 1976)
- „ZA DIVNO ČUDO”, (Veselin Masleša: Sarajevo, 1977)
- „KOGA SE TIČE LEPTIRICA”, (Veselin Masleša: Sarajevo, 1981)
- „MORSKA PJESMARICA” – 1. Izd., (Veselin Masleša: Sarajevo, 1985)
- „SAHAT KULA”, (Međunarodni centar za mir: Sarajevo, 1995)
- „PORTO MORTO”, (Egzil ABC: Ljubljana, 1996)
- „SMRTNA PJESMARICA”, (Svjetlost: Sarajevo, 1999)
- „THALIASTRASSE, MOJA ULICA”, (Kamerni Teatar: Sarajevo, 2000)
- „JESAM I BILA SAM”, (Međunarodni centar za mir, Sarajevo Publishing: Sarajevo, Tuzla, 2003)
- „VIDIMO SE JUČER”, (Sarajevo: Zalihica, 2007)
- „MORSKA PJESMARICA” - 2. Izd., (Zonex Ex Libri: Sarajevo, 2012)
- „ANĐELI U SNIJEGU ”, (proza i poezija), (Sarajevo: Zalihica, 2012)
- „ŽENA MEĐU SVJETOVIMA”, (proza), (Dobra knjiga: Sarajevo, 2015)

## Dramski tekstovi izvođeni u pozorištu
- „GRLOM U POZORIŠTE...”, Pozorište mladih, Sarajevo, 1979.
- „DJEČAK SA KLJUČEM OKO VRATA”, Zeničko Narodno pozorište, Zenica, 1982.
- „KOČOPERITIS IZVJESNE DAME U PUBERTETU”,Narodno pozorište Bosanske Krajine, Banjaluka, 1983.
- „PUBERTETLII I FOSILI”, Naroden Teatar, Bitola, 1984.
- „RUŽNO PAČE”, Dječije kazalište „Ognjen Prica”, Osijek, 1990.
- „BESKUĆNI LJUBIMAC”, Pozorište Lutaka, Mostar, 2003.
- „DOTICANJA”, Studio Lutkarstva, Sarajevo, 2004.
- „NEVJESTA OD KIŠE”, SARTR (Sarajevski ratni teatar), Sarajevo, 2006.
- „HRANJIVA PRIČA”/ Lj. Ostojić i G. Simić, Studio lutkarstva, Sarajevo, 2009.
- „RIJEKA ČUDOVODNICA”, Teatar mladih, Mostar, 2010.
- „OD KAMENA PRIČA”, Studio lutkarstva- SARTR, Sarajevo, 2013.
- „MALA SIRENA” (po motivima bajke H.K.Andersena), SARTR – Studio lutkarstva, Sarajevo, 2015.
- „FATIMA, NEVJESTA OD BOLI”, Mostarski Teatar Mladih 74., Mostar, 2016.
- „LA MAITRE BATISSEUR HAYRUDDIN II”, UFR d Etudes Slaves, Sorbonne, Paris, 2016.
- „KOČOPERITIS”, Dječije pozorište RS, Banjaluka, 2016.

## Objavljeni dramski tekstovi
- „LE MAITRE BATISSEUR HAYRUDDIN II”, UFR d' Etudes Slaves, Sorbonne, Paris, 2016.
- „MAGIJSKA DOTICANJA: DOTICANJA/NEVJESTA OD KIŠE”, (Centar za kulturu i obrazovanje: Tešanj, 2008)
- „RIJEKA ČUDOVODNICA”, English and Croatian publication, Tmača Art, no 45-46. стр. 102-121, 2008.
- „RUŽNO PAČE”, (Zajednica profesionalnih pozorišta BiH: Sarajevo, 1991)
- „KOČOPERITIS IZVJESNE MLADE DAME U PUBERTETU”, (Zajednica profesionalnih pozorišta BiH: Sarajevo 1985)

## Teoretski radovi o teatru (izbor)
- „Pour une anthologie imaginaire du théâtre contemporain en Bosnie-Herzégovine”, Revue des Études Slaves, 77/1-2 (2006). стр. 67—77, 2006.
- „War and Theatre” / Lj. Ostojić and S. Djulic) // Intercultural Education,(ex European Journal for Intercultural Education), 10/3, (1999). стр. 313.18, 1999.

## Nagrade i priznanja
- 2016. Godišnja nagrada Društva pisaca u BiH za najbolje književno delo iz oblasti književnosti za decu i mlade za 2015. godini, za knjigu NAJDALJA ZVIJEZDA DO KOJE SE VOLI
- 2016. Nagrada za tekst predstave MALA SIRENA, Studio lutkarstva/SARTR na 22. SUSRETIMA POZORIŠTA/KAZAIŠTA LUTAKA, BiH, Bugojno
- 2016. MRAVAC- za suvremeni dramaturški postupak u predstavi Fatima, nevjesta od boli, Mostarski Teatar Mladih 74 na 41. MOSTARSKOM TEATARSKOM FESTIVALU- Festival autorske poetike, Mostar
- 2015. „Nagrada Dr. Razija Lagumdžija” za ukupan pedagoški i umjetnički rad i doprinos razvoju AKADEMIJE SCENSKIH UMJETNOSTI (ASU), Sarajevo.
- 2015. Nagrada za trajni doprinos dramskog odgoja u Bosni i Hercegovini, Centar za dramski odgoj /CDO/ BiH.
- 2014. Nagrada za najbolji dramski tekst bosanskohercegovačkog autora,za tekst „Odkamena priča” Studio lutkarstva/SARTR, na 21 Susretima pozorišta lutaka BiH, Bugojno
- 2013. Javno priznanje kantona/županije Sarajevo, za izuzetan doprinos afirmaciji i razvoju kantona/županije Sarajevo i Bosne i Hercegovine u oblasti književnosti, kulture i umjetnosti
- 2012. „Zlatni lovor vijenac” za doprinos umjetnosti teatra na 53. INTERNACIONALNOM TEATARSKOM FESTIVALU MESS
- 2010. Nagrada za najbolji dramski tekst na bošnjačkom jeziku „Alija Isaković”, za dramu „Kad uzcvate Glog, crn trn”
- 2010. Nevladina organizacija Društvo,prijatelja knjige Mali princ Statua Mali princ za kreativni doprinos razvoju literature za djecu u Bosni i Hercegovini,
- 2007. Godišnja nagrada Ključ tmače za najbolju predstavu u Bosni i Hercegovini, 2006/2007 godine, koju dodjeljuje TmačaArt časopis u Mostaru, za predstavu „Nevjesta od kiše”
- 2005. Specijalna nagrada za antropološko istraživanje mita i rituala u drami, na osmom Teaterfestu u Sarajevu, za predstavu „Doticanja”
- 2000. Međunarodna nagrada Grozdanin kikot koju dodjeljuje umjetnički žiri mostarskog Teatra Mladih, za doprinos razvoju dramskog odgoja
- 1998. Godišnja nagrada GOLDEN BROCH za opći doprinos u kulturi BiH za 1998.godinu, sedmični magazin ŽENA, Sarajevo.
- 1991. Nagrada LUKA PAVLOVIĆ za najbolji esej, Asocijacija profesionalnih teatarskih kritičara i teatrologa Bih, za 1990/91.
- 1985. Nagrada izdavača VESELIN MASLEŠA za najbolju knjigu u 1985. godini, za knjigu poezije MORSKA PJESMARICA
- 1985. Nagrada za najbolju knjigu za djecu u BiH za 1985. za knjigu ZAŠTO DUBIŠ NA GLAVI DANIJELE, na Književnim susretima OKTOBARSKA POETSKA DRUGOVANJA, Tuzla
- 1974. Nagrada izdavača SVJETLOST za najbolju knjigu za djecu u 1974. godini, za knjigu TU STANUJE DANIJELOVA PRIČA

## Spoljašnje veze
- Povodom dodele Zlatnog lovorovog venca za doprinos umetnosti teatra
- TEATAR.HR
- Ljubica Ostojić: bio-bibliografija[мртва веза]